# Olszany (Strzegom)

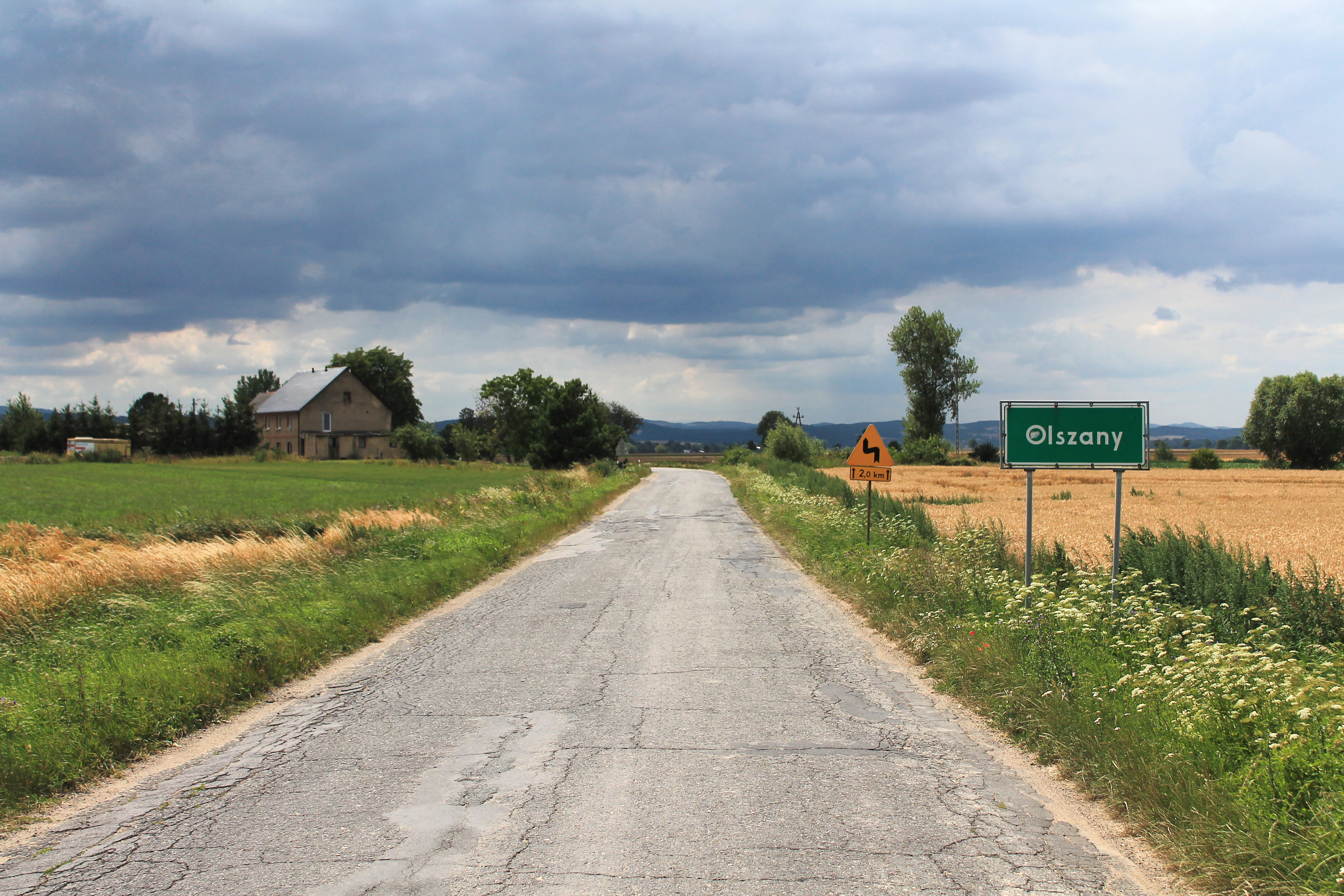
Ortseingang

Olszany (deutsch Ölse, auch Oelse) ist ein Dorf der Stadt- und Landgemeinde Strzegom im Powiat Świdnicki der Woiwodschaft Niederschlesien in Polen. 

## Lage
Olszany liegt etwa fünf Kilometer südlich von Strzegom (Striegau) und zehn Kilometer nordwestlich von Świdnica (Schweidnitz). Nachbarorte sind Modlęcin (Ullersdorf) im Westen, Stawiska (Teichau) im Norden, Grochotów (Hoymsberg) im Osten und Świebodzice (Freiburg in Schlesien) im Süden.

## Geschichte
In einer Urkunde eines Paulus, Sohn des Grafen Erasmus von 1239 wird ein „Jacobus plebanus de Oolcim“ als Zeuge erstmals erwähnt, was bereits auf die Existenz einer hölzernen Kirche schließen lässt. Der Ortsname ist vom polnischen olcha was so viel wie um die Schwarzerlen bedeutet abgeleitet. Im Zuge der Ostkolonisation wurde der jetzt Ölse genannte Ort durch deutsche Siedler neu erschlossen. Nach der Teilung des Herzogtums Breslau gehörte Ölse zum Herzogtum Schweidnitz. Mit diesem zusammen fiel es nach dem Tod des Herzogs Bolkos II. erbrechtlich an die Krone Böhmen. In der Reformationszeit wurde die Kirche von Ölse evangelisch und am 15. Dezember 1653 rekatholisiert. Die mehrheitlich evangelische Bevölkerung hielt sich dann zur Friedenskirche Schweidnitz bis 1742 im Ort eine eigene evangelische Kirche errichtet wurde. Eingepfarrt war Ullersdorf, die Koloniedörfer Neu-Ullersdorf, Folgendorf und Hoymsberg. Mitte des 17. Jahrhunderts war der Grundherr von Ölse Hans Friedrich von Nimptsch. Er ließ ein neues Schloss errichten. Am 10. März 1660 erhielt er das Freiherrendiplom mit dem Prädikat von Oelse.
Nach dem Ersten Schlesischen Krieg fiel Ölse 1741/42 mit dem größten Teil von Schlesien an Preußen und wurde in den Kreis Striegau eingegliedert. Besitzer war 1742 Christoph Ferdinand Graf von Nimptsch und später Prinz Heinrich von Preußen der es samt den dazugehörigen Gütern Ullersdorf und Teichau dem Oberamt Bruske zur Pacht überließ. 1785 zählte Ölse zwei Pfarr- und zwei  Schulhäuser, zwei Wassermühlen, zwei Windmühlen, 40 Bauern, 42 Gärtner, 57 Häusler, davon drei Kretschmer, zwei Bäcker, zwei Fleischer, ein Kramer, drei Schmiede, drei Schuhmacher, ein Tischler, ein Sattler, ein Bräuer, ein Büttner und 971 Einwohner, die meisten evangelischer Konfession.
Ölse unterstand der Kriegs- und Domänenkammer Breslau, bis es im Zuge der Stein-Hardenbergischen Reformen 1815 dem Regierungsbezirk Reichenbach der Provinz Schlesien zugeordnet wurde. 1895 waren in der Landgemeinde vier Wohnplätze (Gemeinde, Erlenmühle, Folgendorf, Pappelmühle), 163 bewohnte Wohnhäuser (davon Erlenmühle eines, Folgendorf fünf, Pappelmühle eines), ein Schulhaus. In dem Ort lebten 1.103 Personen (davon Erlenmühle neun, Folgendorf 26, Pappelmühle zehn), wovon 528 männlich und 575 weiblich, 891 Personen evangelisch und 208 Personen katholisch. Ölse bildete einen eigenen Amtsbezirk. Nach der Auflösung des Kreises Striegau wurde Ölse 1932 in den Landkreis Schweidnitz eingegliedert.
Als Folge des Zweiten Weltkriegs fiel Ölse 1945 mit dem größten Teil Schlesiens an Polen. Nachfolgend wurde es in Olszany umbenannt. Die deutschen Einwohner wurden – soweit sie nicht schon vorher geflohen waren – vertrieben. Die neu angesiedelten Bewohner stammten teilweise aus Ostpolen, das an die Sowjetunion gefallen war. Olszany ist heute Teil der Landgemeinde Strzegom. Von 1975 bis 1998 gehörte Olszany zur Woiwodschaft Wałbrzych.

## Sehenswürdigkeiten
- Katholische Pfarrkirche Hl. Dreifaltigkeit, aus der ersten Hälfte des 14. Jahrhunderts, Wiederaufbau im 17. Jahrhundert
- Schlosspark und Mauerreste des Schlosses, Erbaut im 17. Jahrhundert, Umbau 18. Jahrhundert, 1945 beschädigt, nach 1945 bis auf Portal demontiert[6]

## Galerie

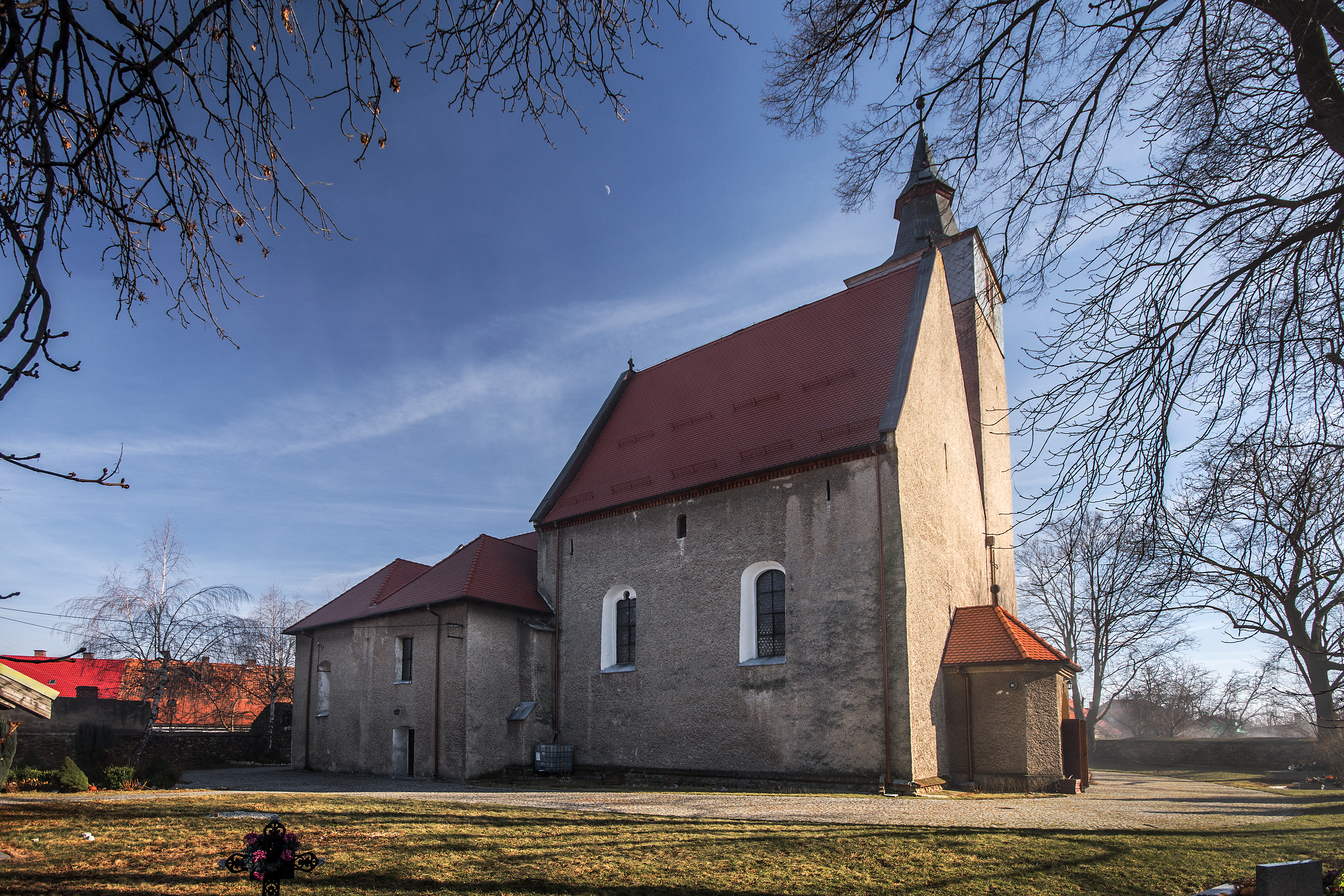
Pfarrkirche Hl. Dreifaltigkeit
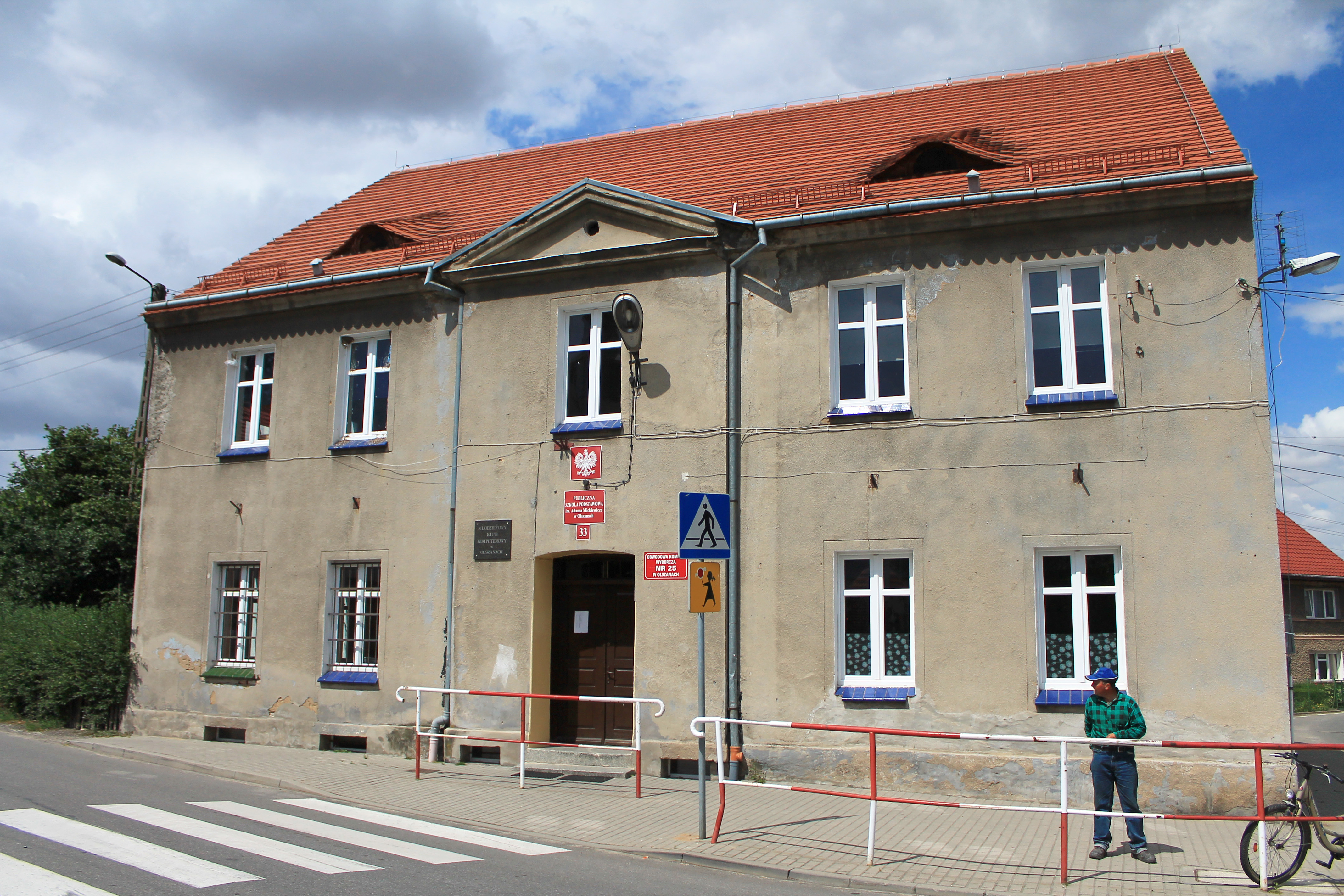
Schulhaus
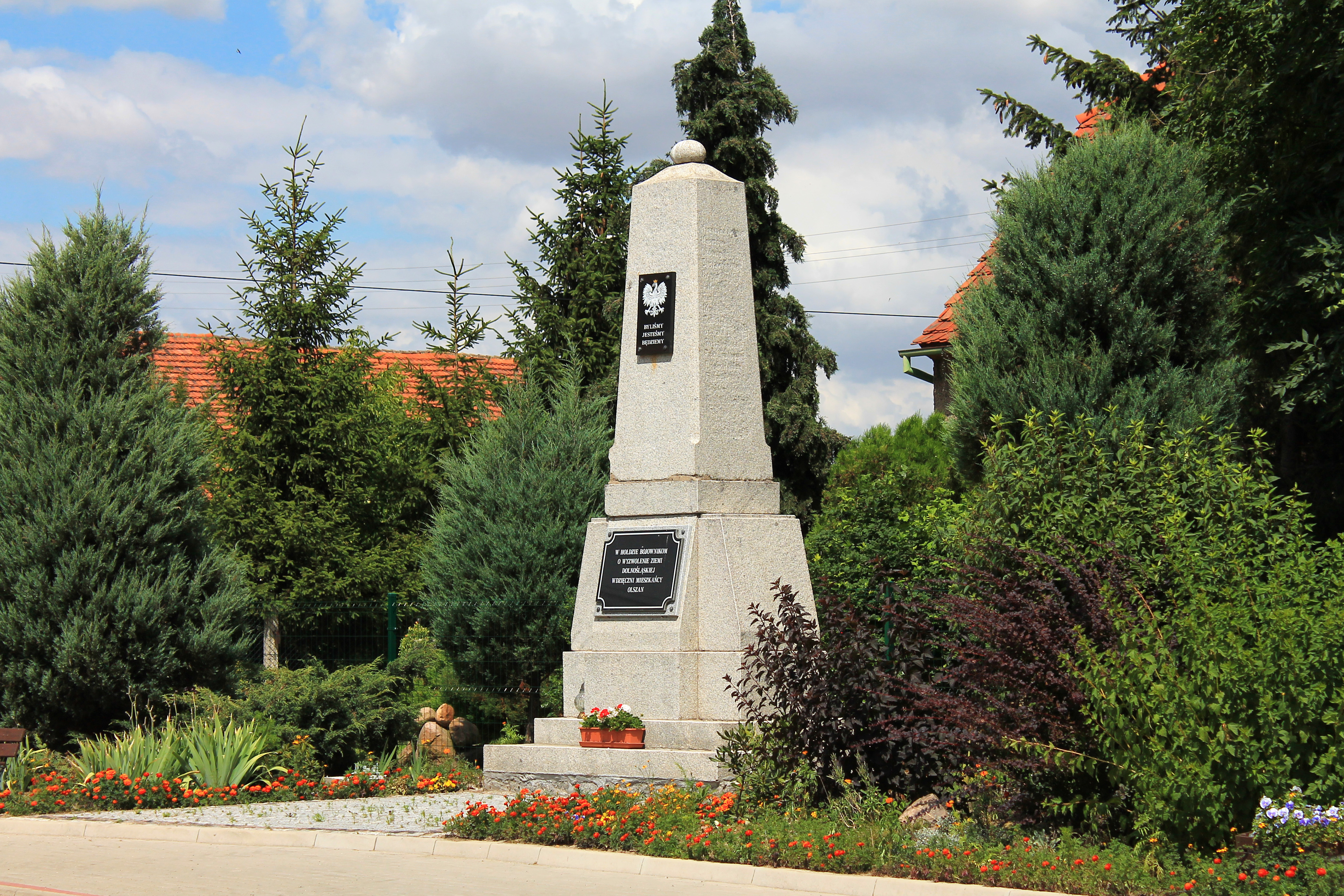
Polnisches Denkmal